# Burak Yeter
Burak Yeter (ur. 5 maja 1982) – turecki producent muzyczny i DJ urodzony w Holandii.

## Życiorys

### Wczesne lata
Urodził się 5 maja 1982 w Trabzonie (jak podaje w wywiadach) lub Amsterdamie (jak informuje na swojej stronie internetowej), pochodzi z tureckiej rodziny. Zainteresowanie muzyką wykazywał już w dzieciństwie: jako pięciolatek zaczął naukę gry na fortepianie, a trzy lata później – na gitarze. Po ukończeniu studiów inżynierskich na Uniwersytecie Akdeniz przeprowadził się do Londynu, gdzie zdobył tytuł magistra inżynierii dźwięku na School of Audio Engineering Institute.

### Kariera
W 1999 założył swój pierwszy zespół muzyczny o nazwie Tatbikat. Pięć lat później, w wieku 22 lat wygrał konkurs DJ-ski Burn & MTV Dance Heat DJ Contest 2004, dzięki czemu mógł wystąpić podczas festiwalu MTV Dance Floor Chart Party organizowanego na Malcie. W tym samym roku zajął drugie miejsce w konkursie Miller Master DJ Contest. W listopadzie 2005 roku ukazał się jego debiutancki album studyjny zatytułowany For Action, który został wydany pod szyldem wytwórni DSM. Dwa lata później muzyk wydał swój drugi album studyjny zatytułowany For Message.
W 2008 podpisał kontrakt płytowy z wytwórnią Pioneer, a także otworzył szkoły dla DJ-ów w Amsterdamie, Stambule i Los Angeles. W 2009 otworzył własną wytwórnię muzyczną o nazwie Connection Records, a także wydał dwupłytowy album zatytułowany Connection. W 2010, za przeróbkę piosenki „Oyalama beni” Ajdy Pekkan, odebrał nagrodę za wygraną w kategorii „Najlepszy remiks” podczas 16. gali wręczenia Kral TV Annual Music Awards. W trakcie ceremonii otrzymał też statuetkę dla „najlepszego debiutanta”. Rok później wygrał nagrodę za najlepszy remiks podczas gali Kral TV Annual Music Awards, tym razem za przeróbkę utworu „Arada sırada” z repertuaru Ajdy Pekkan. W 2012 ukazał się klip do jego nowego singla – „Mr. International”. W tym samym roku był nominowany do zdobycia nagrody na 18. gali wręczenia Kral TV Annual Music Awards, tym razem za remiks piosenki „Haberin olsun” Bengü, a także wydał płytę z remiksami zatytułowaną Blue. W 2013 roku ukazał się jego kolejny singiel – „Storm”, do którego ukazał się teledysk kręcony w Holandii. Dwa lata później wydał singiel „Kingdom Falls”.
W 2016 rozpoczął nowy projekt producencki o nazwie New World. W tym samym roku wydał singiel „Happy”, a potem – „Tuesday”, w którym gościnnie zaśpiewała Danelle Sandoval. Utwór zyskał międzynarodową popularność i trafił m.in. na pierwsze miejsce w rankingach serwisów iTunes, Shazam czy YouTube w ponad 30 krajach na świecie. Singiel uzyskał status platynowej płyty za sprzedaż w Rosji i Holandii, dwukrotnie platynowej – w Polsce oraz złotej płyty w Finlandii. Teledysk do piosenki uzyskał prawie 650 mln wyświetleń w serwisie YouTube.
W 2022 roku wraz z Alessandro Colim wziął udział w Una Voce per San Marino, sanmaryńskich eliminacjach do Konkurs Piosenki Eurowizji 2022 z utworem „More Than You”, zajmując drugie miejsce z 40 punktami.

## Dyskografia

### Albumy studyjne
- For Action (2005)
- For Message (2007)
- Connection (2009)

### Albumy z remiksami
- Blue (2012)